# Patty, a Mulher Proibida
Patty, a Mulher Proibida é um filme brasileiro de 1979, com direção de Luiz Gonzaga dos Santos.

## Elenco[1]
- Helena Ramos… Patty
- Josimar Carneiro
- Dilim Costa… Jujuba
- Bianchina Della Costa
- Gimba Júnior
- Regina Miranda
- Roberto Miranda… Escriba
- Carmem Ortega